# (96327) Ullmann
(96327) Ullmann ist ein Asteroid des inneren Hauptgürtels, der am 5. März 1997 von dem belgischen Astronomen Eric Walter Elst am La-Silla-Observatorium der Europäischen Südsternwarte in Chile (IAU-Code 809) entdeckt wurde.
Die Bahndaten des Asteroiden weisen auf eine Zugehörigkeit zur Hungaria-Gruppe hin. Charakteristisch für diese Gruppe ist unter anderem die 9:2-Bahnresonanz mit dem Planeten Jupiter. Der Namensgeber für die Hungaria-Gruppe ist der Asteroid (434) Hungaria. Die Sonnenumlaufbahn von (96327) Ullmann ist mit mehr als 22° stark gegenüber der Ekliptik des Sonnensystems geneigt, ein weiteres Charakteristikum für Hungaria-Asteroiden.
Die Lichtkurve von (96327) Ullmann wurde zwischen dem 12. und 24. Juni 2011 von Brian D. Warner am Palmer Divide Observatory in Colorado untersucht. Die Werte waren jedoch uneinheitlich.
Der Asteroid wurde am 15. April 2014 nach der norwegischen Schauspielerin und Regisseurin Liv Ullmann benannt. In der Widmung besonders hervorgehoben wird ihr Schauspiel in den Filmen Persona (1966) und Herbstsonate (1978), beide von Regisseur Ingmar Bergman. Nach Bergman benannt wurde im Jahr 2000 der ebenfalls von Eric Walter Elst entdeckte Asteroid des äußeren Hauptgürtels (10378) Ingmarbergman.